# JWH-200
JWH-200 (WIN 55,225) — органическое химическое соединение. Анальгетик, действует как возбудитель рецепторов.

## История
Впервые серия веществ JWH синтезирована в 1990-х американским химиком Джоном Хаффманом.

## Фармакологические свойства
JWH-200 производит эффект, сходный с воздействием марихуаны. Препарат не определяется в результатах допинг-контроля и нарко-тестов. Этим пользуются профессиональные спортсмены, несмотря на незаконность таких действий. Дозировки различаются при разных способах употребления и варьируются от 2 до 20 мг.

## Правовой статус
JWH-200 внесён в Список I наркотических средств, оборот которых в Российской Федерации запрещён в соответствии с законодательством Российской Федерации и международными договорами Российской Федерации.
Некоторое время JWH-200 был легален на территории Европы, США, Азии и других государств. Производится в основном на территории Китая. В 2011 году АБН США поместило его в список 1 (76 FR 11075 от 1 марта 2011, Section 1152 FDASIA от 9 июля 2012).